# مزار هتل
مزار هتل (به لاتین: Mazar Hotel) یک هتل در افغانستان است که در مزار شریف واقع شده‌است. این هتل با دکوراسیون دهه ۱۹۳۰ تزئین شده‌است و دارای سقف‌های بلند، اتاق‌های غذاخوری بزرگ و ستون‌ها عظیم است. با وجود اینکه یکی از بهترین هتل‌های شهر است، ولی به عنوان یک هتل «کلاس متوسط» توصیف می‌شود. در اواخر دهه ۱۹۷۰ گفته شد که این هتل برای کمپینگ‌ها نیز در نظر گرفته شده‌است.